# Johann Peter Engeroff
Johann Peter Engeroff (* 25. November 1765 in Groß-Gerau; † 31. Dezember 1828 ebenda) war ein hessischer Gastwirt und Politiker und Abgeordneter der 2. Kammer der Landstände des Großherzogtums Hessen.
Johann Peter Engeroff war der Sohn des Gastwirts und Posthalters Philipp Daniel Engeroff und dessen Ehefrau Anna Margarethe, geborene Ruckelshausen. Engeroff, der evangelischen Glaubens war, war Gastwirt und ab 1812 Posthalter „Zum Haus Darmstadt“ in Groß-Gerau und heiratete Anna Margarethe geborene Ruckelshausen (1770–1824).
Von 1820 bis 1824 gehörte er der Zweiten Kammer der Landstände an. Er wurde für den Wahlbezirk Starkenburg 2/Groß-Gerau (I) gewählt.